# Bertil Sandström
Pour les articles homonymes, voir Sandström.
Bertil Sandström, né le 25 novembre 1887 à Gävle et mort le 1er décembre 1964 à Solna, est un cavalier suédois de dressage.

## Carrière
Bertil Sandström participe aux Jeux olympiques d'été de 1920 à Anvers et aux Jeux olympiques d'été de 1924 à Paris et remporte par deux fois avec le cheval Sabel la médaille d'argent en dressage individuel. Aux Jeux olympiques d'été de 1932 à Los Angeles, il remporte la médaille d'argent en dressage par équipe avec le cheval Kreta.